# Chikkatharahalli, Krishnarajpet
Chikkatharahalli là một làng thuộc tehsil Krishnarajpet, huyện Mandya, bang Karnataka, Ấn Độ.